# Ga Pyongyang
Ga Pyongyang (tiếng Hàn Quốc: 평양역) là nhà ga đường sắt trung tâm của P'yŏngyang, Bắc Triều Tiên. Nó nằm ở Yŏkchŏn-dong, Chung-guyŏk.

## Thông tin chính
Ga là điểm bắt đầu của các tuyến P'yŏngbu và P'yŏngŭi, được điều chỉnh từ các tuyến Kyŏngbu và Kyŏngŭi được sử dụng trước khi chia cắt Triều Tiên để phù hợp với việc chuyển thủ đô từ Seoul sang P'yŏngyang. Tuyến P'yŏngŭi chạy từ P'yŏngyang đến Sinŭiju, trong khi tuyến P'yǒngbu về lý thuyết chạy ngang qua Seoul và kết thúc tại Busan; tuy nhiên trên thực tế nó kết thúc tại Kaesǒng. Nó cuãng phục vụ cho tuyến P'yǒngnam, chạy từ P'yŏngyang đến Namp'o, cũng như tuyến P'yŏngdŏk chạy từ P'yŏngyang đến Kujang.

## Kết nối

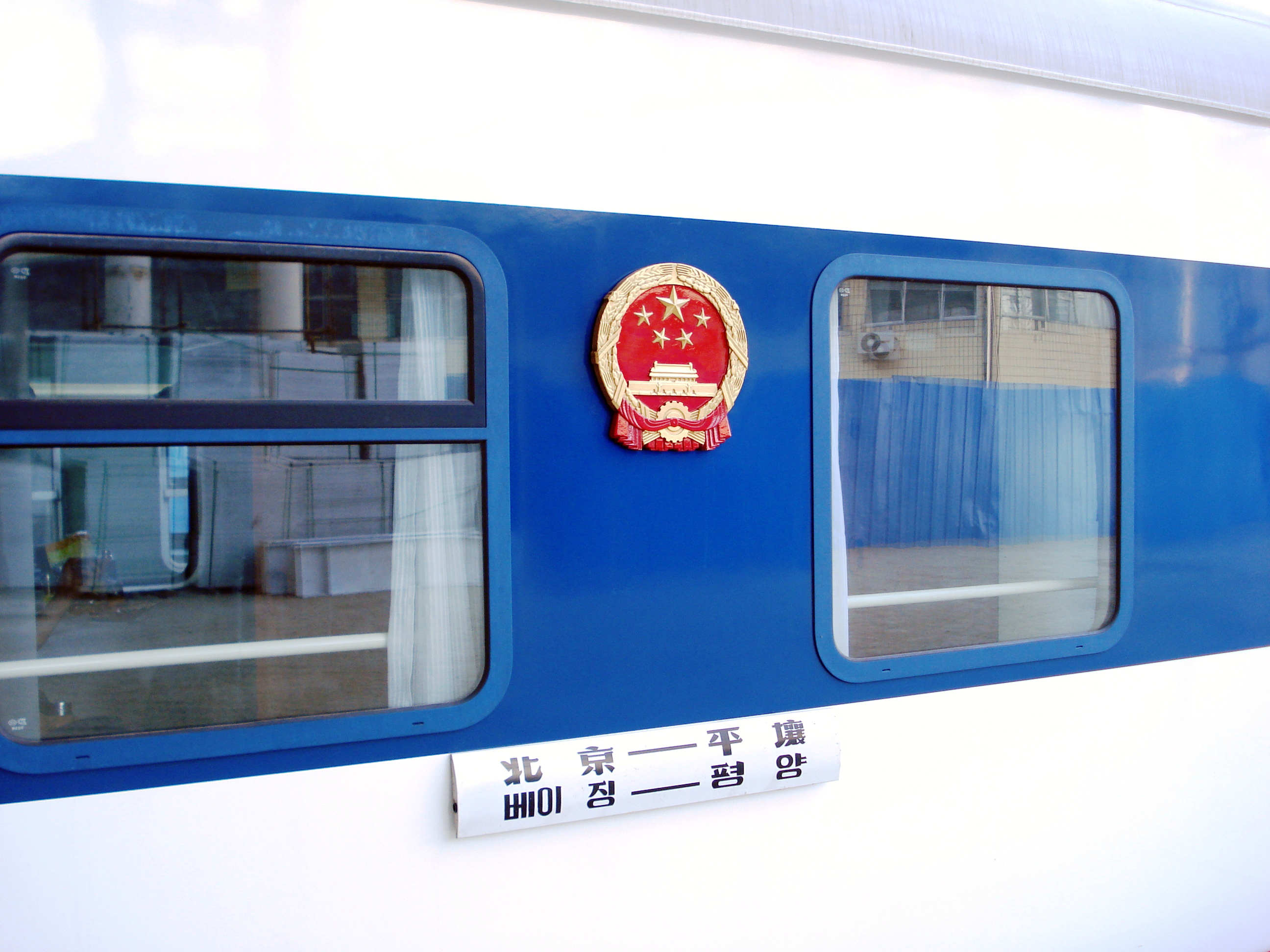
Một toa chở khách tuyến Bắc Kinh - Bình Nhưỡng với Quốc huy Trung Quốc

Ga P'yŏngyang là nhà ga chính của Bắc triều Tiên và nó được kết nối tới phần lớn các thành phố của đất nước: Chŏngju, Sinŭiju, Namp'o, Sariwŏn, Kaesŏng, Wŏnsan, Hamhŭng và Rason. Bên cạnh các tuyến nội địa,các điểm đến quốc tế như Beijing và Moscow cũng có sẵn bởi các tuyến tàu đêm, và có những tuyến tàu chở khách hàng ngày đến Dandong, thành phố biên giới của Trung Quốc. Hiện tại không có các chuyến tàu theo lịch trình đến Seoul (khoảng 155 mi (250 km)), do chia tách hai miền
Các kết nối vận chuyển địa phương có thể được thực hiện tại nhà ga thông qua ga Yǒngwang của Pyongyang Metro (trên tuyến Ch'ŏllima), và bởi tuyến số một của hệ thống tàu điện P'yŏngyang.

## Kết cấu

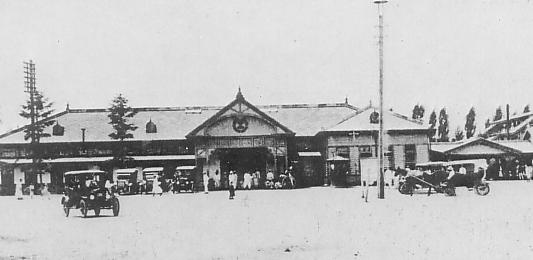
Ga Pyongyang cũ năm 1920

Nhà ga ban đầu được xây dựng vào những năm 1920 bởi Đế quốc Nhật Bản đang chiếm đóng Triều Tiên vào thời điểm đó, kiểu kiến trúc ban đầu giống với nhà ga Seoul ban đầu được xây dựng vào thời điểm tương tự, với hai thành phố từng liên kết với nhau. Trong Chiến tranh Liên Triều, kết cấu ban đầu đã bị phá hủy, sau đó được xây lại vào năm 1958 theo phong cách kiến trúc xã hội chủ nghĩa. Nhà ga hiện nay có ba tầng nổi và một tầng hầm. Tầng hầm có một bàn bán vé dành riêng cho nhân viên chính phủ. Ở tầng một có nhà chờ, toilet và một bàn bán vé và lối ra sân tàu. Ở tầng hai là văn phòng của nhân viên nhà ga và tầng ba có văn phòng của lãnh đạo nhà ga. Có năm sân ga với sân ga số 1 là rộng nhất

## Hệ thống loa
Hai lần mỗi ngày, một bản tái hiện của "Bạn đang ở đâu, thưa tướng quân?" được thổi qua một hệ thống loa tại nhà ga. Điều này được sử dụng như một báo động cho toàn bộ Bình Nhưởng.